# Die letzte Astronautin
Die letzte Astronautin ist ein Science-Fiction-Roman des US-amerikanischen Schriftstellers David Wellington, welcher am 3. August 2020 beim Piper Verlag veröffentlicht wurde. Der Roman beschreibt die Untersuchung eines interstellaren Objektes sowie dessen außerirdische Ursprünge nach einem unerwarteten Kurswechsel zur Erde.

## Handlung
Im Roman gibt es Verweise auf den Roman selbst sowie verteilte Ausschnitte aus fiktiven Interviews mit den Charakteren über die Geschehnisse. Etwa wird in einem Vorwort zu einer Neuauflage im Jahr 2057 geschildert, dass der Roman nach den Ereignissen entstanden wäre.
Viele Jahre nach der Entdeckung von 1I/ʻOumuamua, dem ersten im Sonnensystem beobachteten interstellaren Objekt, tritt ein weiteres interstellares Objekt ins Sonnensystem ein, genannt 2I. Ungewöhnlicherweise ist das Objekt ebenfalls länglich und etwa von der Form einer Zigarre. Ähnlich wie bereits bei 1I/ʻOumuamua gibt es auch bei 2I zunächst mehrere unpassende Daten, welche auf die Möglichkeit eines außerirdischen Raumschiffes schließen lassen. Statt eines ungestörten Durchfluges beginnt 2I tatsächlich langsam abzubremsen und zur Erde zu fliegen, jedoch bleiben sämtliche Kontaktversuche erfolglos. Eine besetzte Mission zu 2I wird schnellstmöglich vorbereitet. Sally Jensen, eine ehemalige NASA-Astronautin und nach einer fehlgeschlagenen Marsmission der Orion im Jahr 2034 inzwischen zur Ruhe gesetzt, lässt sich wegen ihrer einzigartigen Expertise zur Teilnahme überreden. Ebenfalls mit auf der Mission sind der Astrophysiker Sunny Stevens, die Astrobiologin Parminder Rao und der Militärpilot Windson Hawkins, jedoch verfügt nur Sally Jensen über die nötige Ausbildung als Astronautin. Dabei liefert sich die NASA ebenfalls mit dem Privatkonzern KSpace ein Wettrennen, doch dieser erreicht 2I mit der Wanderer zuerst. Als die Gruppe der NASA in der Orion bei 2I eintrifft, kommt von der Wanderer von KSpace trotz mehrerer Kontaktversuche keine Antwort. Im Inneren von 2I mit einer durch Rotation erzeugten künstlichen Schwerkraft findet die Gruppe zahlreiche labyrinthartige Gänge, jedoch zunächst keine Anzeichen von Lebewesen. Erst bei tieferen Erkundungen zeigt sich, dass sich in 2I ein komplettes Ökosystem sogar mit atembarer Luft befindet. Unter anderem ändern sich Temperatur und Luftfeuchtigkeit, zudem gibt es Strömungen großer Wassermengen. Dort trifft die Gruppe auf außerirdische Kreaturen, vergleichbar mit riesigen Würmern, nicht intelligent und äußerst aggressiv. Sunny Stevens wird krank und zurück auf der Orion kommt es bei ihm zum Ausbruch einer außerirdischen Krankheit. Kurz vor seinem Tod mit den letzten Gedanken bei seiner Familie bewegt sich 2I plötzlich auf die Orion zu. Inzwischen wird vermutet, dass 2I selbst ein riesiges außerirdisches Lebewesen ist und die wurmartigen Kreaturen dessen Kinder, welche sich bis zur Ankunft auf einer Welt mit organischen Stoffen über Jahrtausende hinweg von 2I selbst ernähren. Bei weiteren Erkundungen in 2I, wobei es durch den hohen psychologischen Druck ebenfalls zu persönlichen Gesprächen über vergangene Tragödien der Charaktere kommt, sterben ebenfalls Parminder Rao und Windson Hawkins. Letztendlich erkennt Sally Jensen in einer donutartigen Struktur, mit welcher Sunny Stevens zuvor Kontakt hatte, das Gehirn von 2I. Scheinbar hatte sich dieses über elektromagnetische Wellen mit dem von Sunny Stevens verbunden und hörte anschließend auf seine Befehle. Sally Jensen springt anschließend hinein und lenkt 2I von der Erde ab. Dort wird der neue Kurs beobachtet sowie der Absturz auf dem Mars, bei dem 2I stirbt und die wurmartigen Kreaturen sich anschließend auf dem Mars ausbreiten. Entgegen aller Erwartungen wird auf der Erde über Satelliten beobachtet, wie Sally Jensen immer noch in ihrem Raumanzug ebenfalls aus der Leiche steigt und nun also doch zum Mars gekommen ist.

## Kritik
Auf Boundary's Edge heißt es, die beiden Genres von Science-Fiction und Horror kombinieren sich inhärent nicht sehr gut („these two genres don’t sit together very well“), da vorderes auf bekannten und schnellen Antwort beruht und letzteres mehr auf unbekannten und unerklärlichen Phänomenen. Somit fällt der Horror bei Antworten auseinander. Im Roman gibt es daher in der Mitte eine klare Trennung mit Science-Fiction in der ersten und Horror in der zweiten Hälfte. („The first half is pretty solid Hard SF, while the second is firmly in the horror tradition.“) David Wellington hat für die erste Hälfte dabei sorgfältige Recherche betrieben, wie unter anderem die Konsultierung von zwei Astronauten beinhaltete. („Wellington has done his research (including consulting two actual astronauts, as referenced in the acknowledgements).“) In der zweiten Hälfte funktioniere der Horror aber weniger gut („the horror fell short“) aufgrund des starken Kurswechsels, sei aber nicht von sich aus schlecht und dürfte Fans von Horror durchaus gut gefallen. („Not because it’s bad in its own right, but because it’s such a jarring change from the first half. If you’re more into horror, you might well like it, but I came away rather disappointed.“) Insgesamt sei der Roman ziemlich direkt geschrieben und enthalte keinen Unsinn („pretty clear cut, no-nonsense and direct“). Besonders die dokumentarischen Aspekte fügen eine weitere Ebene hinzu und verbinden die beiden Hälften. („The semi-documentary aspect of this and a few other extracts throughout the book add an extra layer to the story. This runs through both halves of the book, and is the only continuous bridge between the divided genres of each half.“) Obwohl das Gleichgewicht zwischen den beiden Genres nicht ganz erreicht wird, ist der Roman trotzdem einfach und leicht gelesen, hat eine großartige erste Hälfte und einige gute Ideen über die nahe Zukunft. („The Last Astronaut doesn’t quite manage to balance the two genres it employs, but it’s still a quick and easy read with a strong first half, and some great near-future ideas.“)